# Détachement d'armée von Zangen
Le détachement d'armée von Zangen (en allemand : Armee-Abteilung von Zangen) était un détachement d'armée de l'Armée de terre (Heer) de la Wehrmacht, formé le 17 mars 1944 à partir du 87e corps d'armée en Italie du Nord. 
L'Armee Ligurien (Armée mixte germano-italienne) est formée le 31 juillet 1944 à partir du détachement d'armée von Zangen.

## Organisation

### Commandant
| Date                             | Grade                  | Commandant              |
| -------------------------------- | ---------------------- | ----------------------- |
| 17 mars 1944 - 8 juillet 1944    | General der Infanterie | Gustav-Adolf von Zangen |
| 8 juillet 1944 - 31 juillet 1944 | Generalleutnant        | Kurt Jahn               |

### Chef d'état-major
| Date                           | Grade        | Commandant   |
| ------------------------------ | ------------ | ------------ |
| 17 mars 1944 - 31 juillet 1944 | Generalmajor | Walter Nagel |

### Officiers d'Opérations (Ia)
| Date                              | Grade          | Commandant                  |
| --------------------------------- | -------------- | --------------------------- |
| 17 mars 1944 - 25 juillet 1944    | Major          | Fritz von Keller            |
| 25 juillet 1944 - 31 juillet 1944 | Oberstleutnant | Raban Freiherr von Canstein |

## Ordre de bataille
15 avril 1944
- À la disposition du détachement d'armée von Zangen
  - 188. Reserve-Gebirgs-Division
- 75e corps d'armée z.b.V.
  - 356e division d'infanterie
  - Festungs-Brigade Almers
  - 162e division d'infanterie turcomane
- Befehlshaber Operationszone Alpenvorland
  - 1/3 de la 278e division d'infanterie + Festungs-Einheiten
- Befehlshaber Operationszone Adriatisches Küstenland
  - 2/3 de la 278e division d'infanterie

15 juin 1944
- 75e corps d'armée
  - 16e Panzergrenadier Division SS Reichsführer-SS
  - Festungs-Brigade 135
  - 42. Jäger-Division
  - 19. Feld-Division (L)
- Befehlshaber Venetianisches Küstenland
  - Festungs-Einheiten
- Befehlshaber Operationszone Adriatisches Küstenland
  - Alarm-Regiment “Brandenburg”